# Villers-en-Prayères
Villers-en-Prayères é uma ex-comuna francesa na região administrativa de Altos da França, no departamento de Aisne. Estendeu-se por uma área de 5,74 km². Em 2010 a comuna tinha 122 habitantes (densidade: 21,3 hab./km²).
Em 1 de janeiro de 2016 foi fundida com as comunas de Glennes, Longueval-Barbonval, Merval, Perles, Révillon e Vauxcéré para a criação da nova comuna de Les Septvallons.